# Naemacyclus lambertii
Naemacyclus lambertii är en svampart som tillhör divisionen sporsäcksvampar, och som beskrevs av Rehm. Naemacyclus lambertii ingår i släktet Naemacyclus, ordningen disksvampar, klassen Leotiomycetes, divisionen sporsäcksvampar och riket svampar. Arten är reproducerande i Sverige.